# Lito Epumer
Juan Carlos Lito Epumer (Buenos Aires, Argentina, 18 de abril de 1954) es un conocido músico, compositor y guitarrista argentino de rock, jazz y folclore argentino.
Integró bandas de gran importancia en la música rock de Argentina, como Madre Atómica y Spinetta Jade. También integró las bandas de Raúl Porchetto, Dino Saluzzi y Rubén Rada. Actualmente colidera el trío Epumer-Machi-Judurcha, su banda solista "Lito Epumer Cuarteto" y el grupo Jaguar.
Ha sido considerado en la posición N.º 34 entre los 100 mejores guitarristas de la historia del rock argentino en la encuesta realizada por la revista Rolling Stone.

## Biografía
Se crio en una familia musical, siendo sobrino de la cantante Celeste Carballo y hermano de la también guitarrista María Gabriela Epumer, siendo también ambas destacadas exponentes del rock nacional. 
A la corta edad de 18 años fundó junto a Juan Carlos "Mono" Fontana y Ruben Alcaraz el trío Madre Atómica, donde ejercía los roles de guitarrista y vocalista. Entre 1973 y 1975, la banda ganó una buena reputación por el virtuosismo de sus músicos, particularmente a partir del ingreso de un joven Pedro Aznar en reemplazo de Alcaraz. Por desavenencias entre los miembros, Epumer abandonó el grupo desencadenando su disolución.  
Tras el paso por Madre Atómica, integró a la banda de Raúl Porchetto y formó el grupo Sr. Zutano junto a músicos de la talla de Pomo Lorenzo, Frank Ojstersek y Juan del Barrio. Este último grupo acabó disolviéndose sin grabar en estudio debido a las dificultades que encontraban las bandas de rock de aquella época, aunque ello no le impidió formar también brevemente de la agrupación Seleste, junto a los guitarristas Gringui Herrera y Gustavo Bazterrica. El antes citado grupo Sr. Zutano se convirtió en una banda pionera dentro de la escena del jazz rock argentino, y fue el germen del que Luis Alberto Spinetta extrajo los músicos para Spinetta Jade.
En 1979 Epumer integró la banda del bandoneonista Dino Saluzzi, suponiendo esto su bautismo dentro de la música de proyección folklórica. En 1984 fue convocado por Luis Alberto Spinetta para integrar la última formación de Spinetta Jade junto a César Franov, Pomo Lorenzo y Mono Fontana, con la que grabó el disco Madre en años luz, cuyo nombre fue inspirado por el de su primera banda. Tras esto, Epumer reunió a Madre Atómica en 1985, esta vez como un cuarteto junto a Fontana en los teclados, Guillermo Vadalá en el bajo y Jota Morelli en la batería. Con esta nueva formación la banda grabó su primer y único disco homónimo al año siguiente.
En los años noventa integró la banda de Ruben Rada, tocando guitarra en álbumes como Terapia de murga y Concierto por la vida. Participó del proyecto Halibour Fiberglass Sereneiders, junto con Alfredo Casero y Mex Urtizberea. Durante estos años, también grabó sus primeros trabajos como solista, marcados por la influencia del candombe y la música folklórica. 
En las últimas décadas, se abocó a varios proyectos musicales: su propio grupo solista; un cuarteto de jazz con el guitarrista Armando Alonso; y el power trio de jazz rock junto a Machi Rufino (bajo) y Cristian Judurcha (batería) que tomó el nombre de Epumer-Machi-Judurcha. 
Formó Jaguar en 2017 junto a los remanentes del último grupo con el que grabó Luis Alberto Spinetta antes de su muerte: Rodolfo García en la batería, Julián Gancberg en los teclados y Dhani Ferrón en el bajo. En 2020, publicaron su primer álbum: "Detrás del río".

## Discografía

### Solista
- 1992: Lito Epumer
- 1995: Pasaje La Blanqueada
- 2002: Nehuen
- 2004: Dos zorros
- 2005: Sinfín

#### ConSpinetta Jade
- 1984: Madre en años luz

Con Madre Atómica
- 1986: Madre Atómica

Con Epumer-Machi-Judurcha
- 2010: Power Trio
- 2014: Enigma
- 2023: En Vivo!

Con Jaguar
- 2020: Detrás del río